# Saint-Martory
Saint-Martory (en occitano Sent Martòri) es una comuna (municipio) de Francia, en la región de Mediodía-Pirineos, departamento de Alto Garona, en el distrito de Saint-Gaudens. Es el chef-lieu del cantón de su nombre.
Su población en el censo de 1999 era de 873 habitantes.
Está integrada en la Communauté de communes du Canton de Saint-Martory, de la cual es la principal población.
Se encuentra a orillas del río Garona.

## Demografía
| 1066 | 1101 | 1133 | 1166 | 940 | 873 |
| Para los censos de 1962 a 1999 la población legal corresponde a la población sin duplicidades (Fuente: INSEE [Consultar]) |      |      |      |     |     |

## Personalidades destacadas
- Bernard Athané (1838-1924), religioso y educador.
- Ernesto Pugibet (1853-1915), empresario franco-mexicano.
- Norbert Casteret (1897-1987), espeleólogo y escritor.